# Rita Letendre
Rita Letendre (Drummondville, Quebec, noviembre de 1928 -  noviembre 2021) fue un pintora y muralista canadiense.

## Biografía
Letendre fue la mayor de los siete hijos de Anne-Marie Ledoux y Héliodore Letendre. Durante la infancia de Letendre su padre trabajaba como mecánico y conseguía contratos de transporte de camiones cuando era posible, pero la vida para su familia era difícil y vivían en la pobreza. En 1931, tras sufrir una grave lesión en uno de sus dedos, Letendre fue enviada a vivir con Marianna Ledoux, su abuela materna, en Saint-François-du-Lac.  Allí prosperó en un ambiente más relajado donde podía jugar, leer, recoger flores, pasear en barco y lo más importante, escapar de su turbulenta vida familiar. Vivió con su abuela hasta que tuvo edad para asistir a la escuela. En la escuela, Rita estaba fascinada, siendo ésta su primera oportunidad de ser estimulada intelectualmente. En 1935, la familia se mudó a Saint-Majorique-de-Grantham, cerca de Drummondville, donde la integración en la comunidad era difícil. Ella y sus hermanos por su ascendencia abenaki sufrieron los prejuicios que experimentaban muchos niños de las primeras naciones que eran incesantes y a menudo violentos. Aunque aprendió a defenderse bien, al final prefirió la soledad. Para escapar del odio que la rodeaba, creó sus propios mundos más felices, dibujados en sus libros.
En 1941, la familia se mudó nuevamente a Drummondville, donde Letendre comenzó su primer año de secundaria, pero antes de que pudiera comenzar su segundo año, la familia se mudó al centro de Montreal y Letendre tuvo que quedarse en casa para cuidar a sus cinco hermanos menores mientras sus padres aceptaban trabajos para apoyar la guerra. Este período de su vida en contra de lo que cabría esperar, fue una bendición; continuó dibujando por las noches, fue capaz de devorar tantos libros como podía conseguir, descubrió la ópera a través de la radio que se convertiría en un amor para toda su vida y tuvo acceso a famosas obras de arte que aparecían en los libros de la biblioteca de los que había oído hablar en la radio. En 1946 estaba desesperada por escapar de sus obligaciones familiares; primero aceptó un trabajo en una fábrica, luego trabajó como cajera en un restaurante y dejó su hogar para ir a vivir con su novio, con quien tuvo un hijo, Jacques. Esta situación duró poco y Jacques fue finalmente criado por su abuela materna.

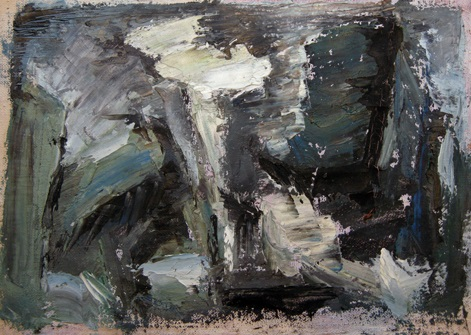
RL-51 - Pintura abstracta de pequeño formato muy temprana, 1951

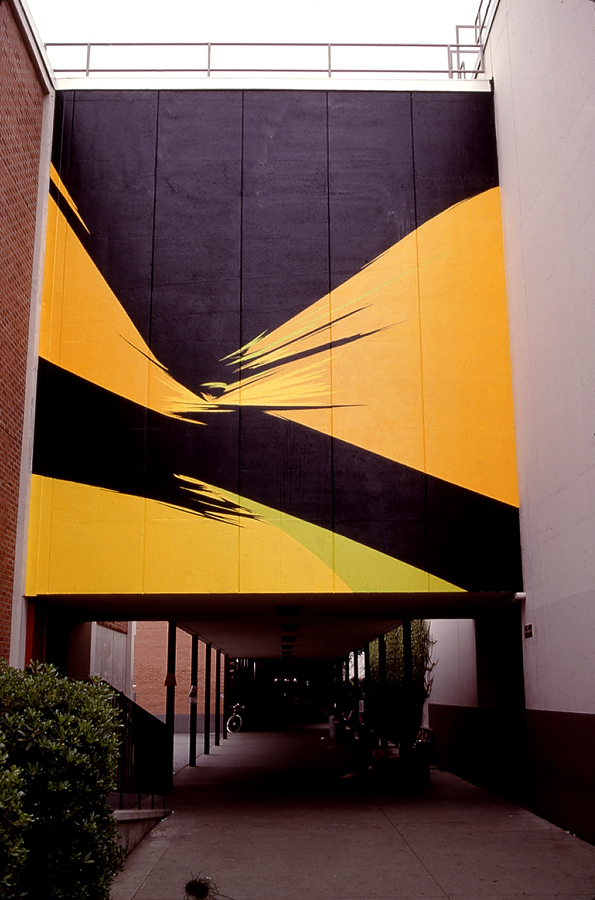
Sunforce – Mural de estilo de bordes duros, 1965

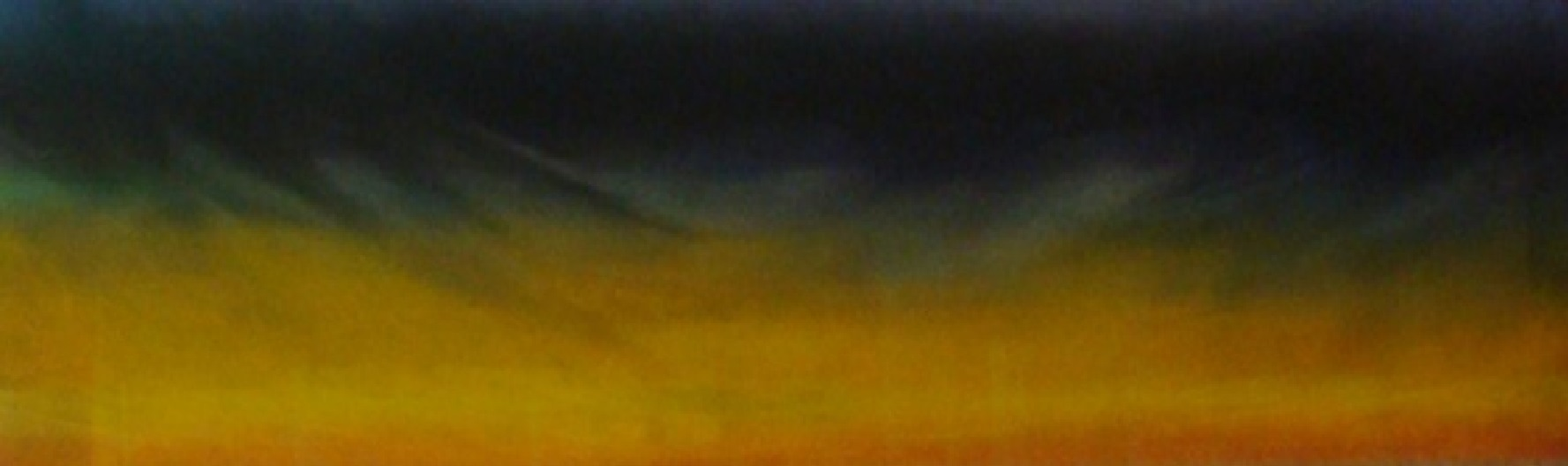
Amanecer – Pastel sobre papel, 1989

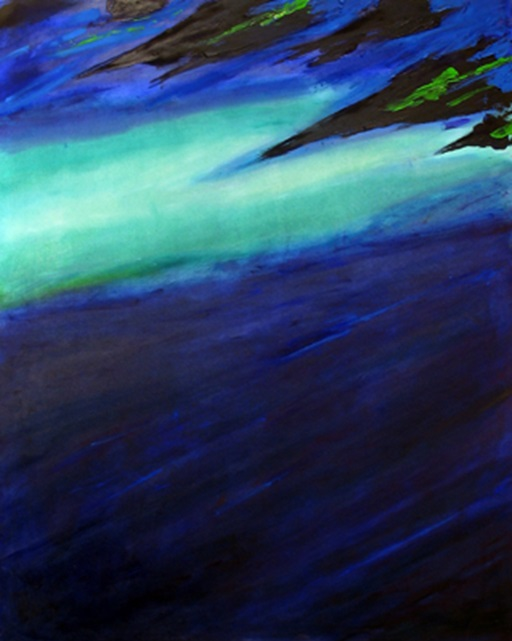
El comienzo de los días – Pintura reciente de estilo abstracto, 2007

A los 19 años mientras trabajaba en un restaurante en el centro de Montreal, su empleador vio los bocetos en los que estaba trabajando y quedó impresionado por su talento convenciéndola para que conociera la Escuela de Bellas Artes de Montreal, de la que Letendre nunca había oído hablar, la llevó hasta allí y se quedó al pie de la escalera asegurándose de que entrara y permaneció allí hasta que Letendre le dijo que se matricularía. Después de varios cuestionarios y un examen práctico, fue aceptada.
Fue allí donde conoció a sus amigos Gilles Groulx y Ulysse Comtois, quien sería su pareja durante más de 15 años. Allí trabajó durante un año y medio en un ambiente académico. En 1950, asistió a la exposición de arte «L'Exposition des Rebelles» (a pesar de ser ampliamente condenada por sus profesores) y se hizo amiga del organizador de la muestra, Jean-Paul Mousseau. Esta fue su introducción al círculo de Paul-Émile Borduas y Les Automatistes.

## Trayectoria

### Los Automatistas
Paul-Émile Borduas (autor principal del manifiesto Refus Gloval y del movimiento antisistema llamado Los Automatistas) fue probablemente la mayor influencia en la vida de Letendre como pintora, Borduas creía que el autoconocimiento era la clave para producir un trabajo altamente personal. Cuando se burlaban de ella por pintar imágenes figurativas, Borduas la defendía, insistiendo en que tanto la pintura figurativa como la no figurativa seguían siendo pintura. En 1951, Letendre abandonó la figuración y se pasó al abstracto, comenzando a exponer con los Automatistas en escaparates y vallas de la plaza St-Louis en Montreal.

### Los Plasticiens
Su primera exposición colectiva oficial fue en 1955 en la librería Henri Tranquille de Montreal, junto a otros Automatistas de primera y segunda generación. Con el tiempo, su trabajo fue adquiriendo reconocimiento sobre todo por el artista y crítico de arte Rodolphe de Repentigny. (principal defensor de la filosofía y las virtudes del arte de formas geométricas de los Plasticiens)
Impresionada por la estructura y la forma de las obras de los Plasticiens, Letendre comenzó a cambiar su estilo a uno más geométrico, empleando campos de color más estructurados, zonas de energía, abandonando así temporalmente el enfoque puramente instintivo del automatismo. Expuso en el Espace 55 con los Plasticiens (exposición que recorrió las principales ciudades canadienses: Quebec, Montreal, Rimouski y Toronto), ese mismo año realizó su primera exposición individual en Montreal.

### Zen y expresionismo abstracto
A finales de la década de 1950, habiendo interiorizado las ideas de los Plasticiens  abandonó los límites de las obras geométricas y comenzó a estudiar las ideas del Zen y de Confucio, estas ideas comenzaron a reflejarse en sus pinturas caracterizadas por líneas y trazos en blanco y negro. También le llamó la atención el trabajo de los expresionistas abstractos de Nueva York y en particular el trabajo de Franz Kline. Muchos de estos elementos influyeron en las siguientes obras de Letendre, aumentando en calidad gestual y caracterizándose por un fuerte empaste trabajado con una espátula o paleta. Su producción comenzó a aumentar y Letendre empezó a a crear un estilo propio ganando el primer premio en el Concours de la Jeune Peinture en 1959 y el Prix Rodolphe-de-Repentigny en 1960. Este premio y como consecuencia, el aumento en la venta de sus obras permitieron a Letendre dejar su trabajo y dedicarse a pintar profesionalmente.
Armada con mejor pintura, más colores y más material, comenzó a pintar obras más grandes con explosiones de colores violentos. En 1961 ganó el segundo premio en la categoría de pintura en el Concurso Artístico de Québec. Sus composiciones eran intensamente personales, más cuidadosamente planificadas; comenzó a anclar masas con gestos cuidadosamente visualizados que a menudo tomaban horas visualizar y ejecutar.  Tras obtener una beca del Consejo de Canadá en 1962, viajó con Ulysse Comtois por toda Europa durante el año y medio siguiente. Este fue un período productivo que le permitió enviar muchas de sus obras a casa; también comenzó a aplicar su estilo de borde duro (hard edge) donde masas mejor definidas evocan vibración, movimiento y colisiones. En Italia expuso en Spoleto y ganó una medalla de oro por la exposición Piccola Europa en Sassoferrato donde conoció al escultor ruso Kosso Eloul. Por invitación de Eloul viajó con Ulysse Comtois a Israel para trabajar en uno de sus estudios.

### Borde duro (Hard Edge)
A mediados y finales de la década de 1960, simplificó su trabajo y se centró en las formas geométricas de bordes duros y movimiento, desarrollando lo que se conoció como sus flechas, líneas diagonales que atravesaban la superficie de sus obras. Su vida personal también cambió, viajó a París durante tres meses y terminó su relación con Ulysse Comtois y comenzó una nueva relación con Kosso Eloul. Cuando este aceptó un puesto de profesor en la Universidad Estatal de California, Long Beach en marzo de 1964, Letendre lo acompañó. En California, se le presentaron dos oportunidades claves: la primera fue un encargo para pintar  Sunforce, un gran mural realizado en un edificio del campus universitario.
Sunforce representa un punto de inflexión en su técnica. En el contexto de California tan espacioso y con tanta luz, su trabajo de empasto no parecía tener mucho sentido. Además, debido a la escala masiva del mural, su técnica de empasto era poco práctica y se vio obligada a adaptarse al plano de la superficie del mural. En Sunforce, la imagen sugiere una gran masa que cae y continúa cayendo como si fuera a continuar a través del fondo y fuera de la pintura.
La segunda oportunidad fue la de aprender grabado, litografía y serigrafía, unas técnicas que permiten obtener formas de bordes duros.
La pareja abandonó Los Ángeles en 1969, alternando su tiempo entre Nueva York y Toronto hasta 1975. Cuando Toronto se convirtió en su domicilio habitual, la demanda de su obra aumentó. En Nueva York, las galerías compraban directamente series enteras de 100 copias. Un día de 1971 alguien le sugirió que podría obtener un mejor efecto en sus líneas largas/rayos si utilizaba un aerógrafo; al principio dudó, pero empezó a usarlo más y acabó usándolo todo el tiempo. Descubrió que el aerógrafo le aportaba algo nuevo, algo que ni el óleo, ni el acrílico, ni los millones de líneas que había hecho en los años setenta habían conseguido aportarle. La popularidad de su obra continuó con numerosos encargos públicos y privados de obras y murales a gran escala, incluido uno que cubre los seis pisos superiores de la residencia universitaria Neill-Wycik en la Universidad Ryerson en Toronto, el primero de ese tipo en Canadá. También se le encargó diseñar una enorme claraboya de color para el techo de la estación de metro Glencairn (TTC) en Toronto, llamada Joy; finalmente, la claraboya fue retirada a petición de Letendre porque los paneles se habían descolorido por estar expuestos al sol demasiado tiempo. Sin embargo «Joy» fue rediseñada y reinstalada en la estación Glencarin en 2014 proyectando un cálido resplandor naranja sobre los transeúntes hasta el día de hoy.
A principios de la década de 1970, comenzó a suavizar algunos de los bordes de sus obras, una tendencia que continuaría durante los siguientes años; esto dio como resultado muchas composiciones de paisajes horizontales que a menudo contenían pocas líneas, incluso una sola línea delgada de borde duro.

### Pastel
Comenzó a experimentar con pasteles en 1980. En 1982, inspirada en el cercano paisaje de Nevada creo una serie mientras se hospedaba con su esposo en Beverly Hills recuperandose de una cirugía cardíaca. Los pasteles y las técnicas que desarrolló con ellos le brindaron la oportunidad de crear un efecto de borde suave en composiciones tipo paisaje utilizando un medio completamente diferente.

### La vuelta al óleo
En 1995 volvió a trabajar con óleos más pesados, abandonando por completo el aerógrafo y controlando sus composiciones gestuales con pincel, espátula y manos. Su marido, Kosso Eloul, murió ese mismo año y Letendre se tomó un largo descanso de la pintura.
En el verano de 1997 volvió a pintar mostrando y desarrollando su personal estilo. En 2004, después de vender su casa de Toronto regresó a Montreal, donde recibió numerosos premios y reconocimiento a su arte. A sus 87 años, Letendre ha seguido produciendo y exhibiendo obras. En 2017, su obra fue incluida en la exposición The Ornament of a House: Fifty Years of Collecting en la Burnaby Art Gallery. En ese mismo año se hizo una gran retrospectiva de la obra de Letendre en la Art Gallery of Ontario: Rita Letendre: Fire & Light.  Fue co-comisariada por Wanda Nanibush y Georgiana Uhlyarik. Wanda Nanibush dijo de Letendre que tenía «una rabia abrumadora que nada podía contener» que podía tener su origen en la discriminación que sufrió por ser abenaki y por ser mujer en un «mundo ridículo». Nanibush cree que la rabia de Letendre inspiró su pintura. El fuego se convirtió en su marca registrada.

## Exposiciones individuales
Letendre ha realizado numerosas exposiciones individuales, tanto a nivel nacional como internacional. Entre ellas, algunas de las más importantes fueron las siguientes:
- 1974 Rita Letendre Museo del Desierto de Palm Springs, Palm Springs, California
- 1989 Rita Letendre: los años de Montreal, 1953-1963 = les années montréalaises, 1953-1963, Galería de arte Concordia, Montreal[20]
- 2001 Rita Letendre: Les Elements - Los elementos, Galerie Simon Blais, Montreal
- 2003 Rita Letendre: aux couleurs du jour, Museo Nacional de Bellas Artes de Québec[21]
- 2005 Rita Letendre: Inicios en la abstracción, Galería Robert McLaughlin, Oshawa, Ontario[22]
- 2013 Rita Letendre, Galería Gevik, Toronto[23]
- 2017 Rita Letendre: Fuego y luz, Galería de Arte de Ontario, Toronto[24]
- 2021 Rita Letendre: Líneas de fuerza, Musée du Bas-Saint-Laurent, Rivière-du-Loup[25]
- 2022 Rita Letendre: Eternal Space, Museo de Arte Contemporáneo Carolyn Campagna Kleefeld en la Universidad Estatal de California en Long Beach, junto con la finalización de la restauración del mural Sunforce de Letendre de 1965.[26]

Otras de sus exposiciones en solitario fueron:
- 1955 Galería L'Echourie, Montreal
- 1956 Galería L'Actualelle, Montreal
- 1959 Galerie Denyse Delrue, Montreal (también 1961)
- 1961 Museo de Bellas Artes, Montreal
- 1961 Here and Now Gallery, Toronto y cuando Dorothy Cameron cambió el nombre a Dorothy Cameron Gallery, Letendre realizó exposiciones allí (1962, 1963)
- 1969 Galería Gordon, Tel Aviv, Israel
- 1972 La Galería Arwin, Detroit
- 1972 Museo de Arte Contemporáneo, Montreal
- 1980 Centro Cultural de Drummondville (también 1998)
- 2001 Centro de exposición de Baie-Saint-Paul
- 2003 Museo de Québec (también 2004)
- Galería de Arte de Winnipeg 2004

## Colecciones principales
La obra de Letendre se encuentra en muchas colecciones públicas de Canadá, como la Galería Nacional de Canadá, Ottawa; la Galería de Arte de Ontario, Toronto; la Galería Robert McLaughlin, Oshawa, Ontario; la Colección de Arte Permanente de la Ciudad de Burnaby; y muchos museos en los Estados Unidos.

## Precios de venta récord
El gran óleo Reflet d'Eden (1961) de Rita Letendre, fue vendido por 375.000 dólares canadienses (incluyendo los honorarios) en la subasta Heffel del 1 de junio de 2022, récord para la artista ya fallecida y aproximadamente cuatro veces su estimación más baja.

## Premios y reconocimientos
- 1959 – Premio Premier, Concurso de la Jeune Peinture
- 1960 - Premio Rodolphe-de-Repentigny
- 1961 - Premio de la Pintura, Provincia de Quebec
- 1962 - Beca de viaje del Consejo de Canadá (Europa)
- 1962 - Medalla de Oro, Exposición Piccola Europa, Sassoferrato, Italia
- 1967 - Bolsa de Investigación, Gobierno de Quebec
- 1970 - Premio Nacional en el Festival International de Peinture Cagnes-sur-Mer, Francia
- 1975 - Beca de Artes para Personas Mayores del Consejo de Canadá
- 2002 - Oficial de la Orden Nacional de Québec
- 2005 - Oficial de la Orden de Canadá
- 2010 - Creación del premio homenaje Rita Letendre de Drummondville.
- 2010 - Premio del Gobernador General en Artes Visuales y Mediáticas[32]
- 2010 – Doctorado Honoris Causa – Universidad de Montreal
- 2012 – Receptor de la Medalla del Jubileo de Diamante de la Reina Isabel II
- 2016 – Miembro de la Orden de Ontario[33]